# 서병균
서병균(徐丙均, 1916년 8월 8일 마산 ~ 2014년 11월 12일)은 대한민국의 법조인이다. 본관은 달성이다.
일제강점기 말기에 고등문관시험에 합격한 뒤 1945년부터 법조인으로 일하고 검찰 간부를 지냈다. 제9대 국회의원을 역임하며 정치인으로도 활동했다.

## 학력
- 보성고등보통학교 졸업
- 일본 주오 대학 예과 졸업
- 일본 주오 대학 법학부 졸업

## 약력
- 1943년 : 고등문관시험 사법과 합격
- 부산지방검찰청 마산지청장
- 대구고등검찰청, 서울고등검찰청 차장
- 청주지방검찰청, 대전지방검찰청, 서울지방검찰청, 부산지방검찰청 검사장
- 대구고등검찰청, 서울고등검찰청 검사장
- 1973년 ~ 1976년 : 제9대 국회의원 (유신정우회)

## 역대 선거 결과
| 실시년도 | 선거 | 대수 | 직책     | 선거구           | 정당       | 득표수 | 득표율      | 순위 | 당락 | 비고 |
| -------- | ---- | ---- | -------- | ---------------- | ---------- | ------ | ----------- | ---- | ---- | ---- |
| 1973년   | 총선 | 9대  | 국회의원 | 통일주체국민회의 | 유신정우회 |        | \| \| 0% \| | 지명 |      | 초선 |
|          | 0%   |      |          |                  |            |        |             |      |      |      |